# Завада-Пяскі
Завада-Пяскі (пол. Zawada-Piaski, нім. Hadersberg) — село в Польщі, у гміні Барухово Влоцлавського повіту Куявсько-Поморського воєводства.